# Väinö Ikonen
Väinö Vilhelm Johannes Ikonen (født 5. oktober 1895 i Tuusniemi, død 10. februar 1954 i Helsinki) var en finsk idrætsmand, der som bryder deltog i OL 1924 i Paris. 
Ikonen var oprindelig atletikudøver og blev finsk mester i stangspring i 1916. Mod slutningen af 1910'erne begyndte han så at dyrke brydning og fik snart succes, da han blev nordisk mester i græsk-romersk brydning i 1920 og 1921, hvilket han kronede med et verdensmesterskab i bantamvægt, ligeledes i 1921. Han var finsk mester i fjervægt i 1922, inden han vandt samme titel i  bantamvægt i fri stil i 1924.
Hans deltagelse ved OL 1924 var i græsk-romersk brydning, hvor han stillede op i bantamvægt. Her vandt han først over en italiener, men tabte derefter til esteren Eduard Pütsep, der senere sikrede sig guldmedaljen. Herefter vandt han over en anden ester og dernæst over to nordmænd, inden han i kampen om sølv tabte til sin landsmand, Anselm Ahlfors, og dermed fik bronzemedalje.
Efter at have indstillet sin aktive karriere blev Ikonen brydetræner for det finske landshold. Han fungerede også som dommer og var blandt andet med i denne rolle ved OL 1936 i Berlin. Endelig var en i en periode bestyrelsesmedlem af det finske brydeforbund.